# Сілі (Каліфорнія)
Сілі (англ. Seeley) — переписна місцевість (CDP) в США, в окрузі Імперіал штату Каліфорнія. Населення — 1729 осіб (2020).

## Географія
Сілі розташоване за координатами 32°47′25″ пн. ш. 115°41′6″ зх. д. / 32.79028° пн. ш. 115.68500° зх. д. (32.790405, -115.685047).  За даними Бюро перепису населення США в 2010 році переписна місцевість мала площу 3,22 км², з яких 3,16 км² — суходіл та 0,06 км² — водойми.

## Демографія
Згідно з переписом 2010 року, у переписній місцевості мешкало 1739 осіб у 493 домогосподарствах у складі 410 родин. Густота населення становила 541 особа/км².  Було 556 помешкань (173/км²).
Расовий склад населення:
| - 42,9 % — білих - 1,2 % — азіатів - 1,1 % — чорних або афроамериканців - 0,4 % — корінних американців - 0,1 % — вихідців з тихоокеанських островів - 45,6 % — осіб інших рас |

До двох чи більше рас належало 8,7 %. Частка іспаномовних становила 85,6 % від усіх жителів.
За віковим діапазоном населення розподілялося таким чином: 33,2 % — особи молодші 18 років, 56,9 % — особи у віці 18—64 років, 9,9 % — особи у віці 65 років та старші. Медіана віку мешканця становила 28,5 року. На 100 осіб жіночої статі у переписній місцевості припадало 95,4 чоловіків;  на 100 жінок у віці від 18 років та старших — 85,3 чоловіків також старших 18 років.
Середній дохід на одне домашнє господарство  становив 35 096 доларів США (медіана — 23 882), а середній дохід на одну сім'ю — 37 444 долари (медіана — 25 000). За межею бідності перебувало 40,4 % осіб, у тому числі 54,3 % дітей у віці до 18 років та 17,2 % осіб у віці 65 років та старших.
Цивільне працевлаштоване населення становило 429 осіб. Основні галузі зайнятості: сільське господарство, лісництво, риболовля — 23,1 %, освіта, охорона здоров'я та соціальна допомога — 22,1 %, роздрібна торгівля — 18,2 %, транспорт — 15,6 %.